# Martin Birch
Martin Birch (Woking, 27 de dezembro de 1948 — 9 de agosto de 2020) foi um produtor britânico de rock. Produziu discos de bandas como Deep Purple e Iron Maiden. Se aposentou em 1992, depois de produzir o disco Fear of the Dark. Produziu para diversas bandas de metal famosas, incluindo Deep Purple, Rainbow, Black Sabbath, na época de Ronnie James Dio, Jeff Beck.
Morreu no dia 9 de agosto de 2020, aos 71 anos.

## Lista de trabalhos realizados

### Fleetwood Mac
- 1969 - Then Play On (engenheiro de som)
- 1970 - Kiln House (engenheiro de som)
- 1972 - Bare Trees (engenheiro de som)
- 1973 - Penguin (produtor, engenheiro de som, mixagem)
- 1973 - Mystery to Me (produtor, engenheiro de som, guitarra)

### Deep Purple
- 1969 - Concerto for Group and Orchestra (engenheiro de som)
- 1970 - Deep Purple in Rock (engenheiro de som)
- 1971 - Fireball (engenheiro de som)
- 1972 - Machine Head (engenheiro de som)
- 1972 - Made in Japan (engenheiro de som)
- 1973 - Who Do We Think We Are (engenheiro de som)
- 1974 - Burn (engenheiro de som, mixagem)
- 1974 - Stormbringer (co-produtor, engenheiro de som, mixagem)
- 1975 - Come Taste the Band (co-produtor, engenheiro de som, mixagem)
- 1976 - Made in Europe (co-produtor, engenheiro de som, mixagem)
- 1977 - Last Concert in Japan (co-produtor, engenheiro de som)

### Jon Lord
- 1971 Jon Lord - Gemini Suite (engenheiro de som)
- 1976 Jon Lord - Sarabande (produtor, engenheiro de som, remixagem)
- 1974 Tony Ashton & Jon Lord - First of the Big Bands (engenheiro de som)
- 1977 Paice Ashton Lord - Malice in Wonderland (engenheiro de som)

### Wishbone Ash
- 1970 - Wishbone Ash (engenheiro de som)
- 1971 - Pilgrimage (engenheiro de som)
- 1972 - Argus (engenheiro de som)

### Rainbow
- 1975 - Ritchie Blackmore's Rainbow (co-produtor, engenheiro de som, mixagem)
- 1976 - Rising (produtor, engenheiro de som, mixagem)
- 1977 - On Stage (produtor, engenheiro de som, mixagem)
- 1978 - Long Live Rock 'n' Roll (produtor, engenheiro de som, mixagem)
- 1986 - Finyl Vinyl (produtor)

### Whitesnake
- 1978 - Snakebite (produtor)
- 1978 - Trouble (produtor)
- 1978 - Live at Hammersmith (produtor)
- 1979 - Lovehunter (produtor, engenheiro de som)
- 1980 - Ready an' Willing (produtor, engenheiro de som, mixagem)
- 1980 - Live... in the Heart of the City (produtor, engenheiro de som)
- 1981 - Come an' Get It (produtor, engenheiro de som, mixagem)
- 1982 - Saints & Sinners (produtor, engenheiro de som, mixagem)
- 1984 - Slide It In (produtor)

### Black Sabbath
- 1980 - Heaven and Hell (produtor, engenheiro de som)
- 1981 - Mob Rules (produtor, engenheiro de som)

### Blue Öyster Cult
- 1980 - Cultösaurus Erectus (produtor, engenheiro de som)
- 1981 - Fire of Unknown Origin (produtor, engenheiro de som)

### Iron Maiden
- 1981 - Killers (produtor, engenheiro de som)
- 1982 - The Number of the Beast (produtor, engenheiro de som)
- 1983 - Piece of Mind (produtor, engenheiro de som, mixagem)
- 1984 - Powerslave (produtor, engenheiro de som, mixagem)
- 1985 - Live After Death (produtor, engenheiro de som, mixagem)
- 1986 - Somewhere in Time (produtor, engenheiro de som, mixagem)
- 1988 - Seventh Son of a Seventh Son (produtor, engenheiro de som, mixagem)
- 1990 - No Prayer for the Dying (produtor, engenheiro de som, mixagem)
- 1992 - Fear of the Dark (produtor, engenheiro de som, mixagem)

### Outros artistas
- 1969 Jeff Beck - Beck-Ola (engenheiro de som)
- 1970 Peter Green - The End of the Game (engenheiro de som)
- 1970 The Groundhogs - Thank Christ for the Bomb (engenheiro de som)
- 1971 Stackridge - Stackridge (engenheiro de som)
- 1971 Canned Heat and John Lee Hooker - Hooker 'N' Heat (Mixdown engenheiro de som) - recorded in 1970
- 1971 Skid Row - 34 Hours (engenheiro de som)
- 1971 Toad - Toad (engenheiro de som)
- 1971 Faces - Long Player (engenheiro de som)
- 1971 Rock Workshop - The Very Last Time (engenheiro de som)
- 1971 Jodo "Guts" LP (engenheiro de som)
- 1972 Silverhead - Silverhead (produtor)
- 1972 Toad - Tomorrow Blue (engenheiro de som)
- 1972 Flash - Flash (engenheiro de som)
- 1972 Flash - In the Can (engenheiro de som)
- 1973 Gary Moore - Grinding Stone (produtor, engenheiro de som)
- 1978 The Electric Chairs - The Electric Chairs (produtor)
- 1978 Wayne County & the Electric Chairs - Storm The Gates Of Heaven (produtor)
- 1978 Wayne County & the Electric Chairs - Blatantly Offensive E.P. (produtor)
- 1978 Roger Glover - Elements (produtor)
- 1979 Cozy Powell - Over the Top (produtor)
- 1982 Michael Schenker Group - Assault Attack (produtor, engenheiro de som)